# Флаг Тамалинского района
Флаг Тамали́нского муниципального района Пензенской области Российской Федерации.

## Описание
«Флаг Тамалинского района представляет собой прямоугольное полотнище с отношением ширины к длине 2:3, разделённое по горизонтали на две неравные полосы — белую, габаритной шириной в 2/3 ширины полотнища, и зелёную, с выступом посередине в виде холма; над холмом изображён сидящий на нём чёрный орёл с жёлтыми клювом и лапами; посередине зелёной полосы изображены два жёлтых серпа, обращённых друг к другу».

## Обоснование символики
Флаг Тамалинского района разработан на основе герба и воспроизводит фигуры гербовой композиции, которые указывают на название района и подчёркивают его исторические, культурные и экономические особенности. На флаге Тамалинского района это холм. По одной из версий о происхождении названия посёлка, исходным является тюркское словосочетание «там (а) лы» — изобилующая курганами. Изображение холма-кургана также показывает многочисленность памятников археологии, находящихся на территории района.
Два жёлтых серпа символизируют сельское хозяйство, которое составляет основу экономики района.
Орёл на флаге указывает на степные просторы. Эта птица также является символом победы, возрождения, возвышенности духа.
Жёлтый цвет (золото) символизирует прочность, величие, богатство, интеллект, великодушие.
Белый цвет (серебро) — символ чистоты, благородства, мира, взаимопонимания.
Зелёный цвет — символизирует природу, надежду, весну и здоровье.
Чёрный цвет — символ покоя, вечности бытия, мудрости.